# Crystal Space
 (octobre 2019).
Si vous disposez d'ouvrages ou d'articles de référence ou si vous connaissez des sites web de qualité traitant du thème abordé ici, merci de compléter l'article en donnant les références utiles à sa vérifiabilité et en les liant à la section « Notes et références ».
Crystal Space est un kit de développement logiciel (SDK) pour créer des applications de graphisme en 3 dimensions (3D) écrit en C++ par Jorrit Tyberghein et d'autres contributeurs. Il a comme objectif d'être multiplate-forme et modulaire (plugins). Il est notamment utilisé pour produire des jeux vidéo mais aussi toute sorte de visualisation en 3D. Il est disponible sous LGPL. Il peut utiliser les bibliothèques graphiques OpenGL (sur toutes les plates-formes), SDL (sur toutes les plates-formes), X11 (Unix ou GNU/Linux) et SVGALib (GNU/Linux). Il peut aussi utiliser des routines en assembleur avec NASM et MMX.
Par exemple, PlaneShift est un jeu utilisant le moteur 3D Crystal Space.